# 联环丙烯
联环丙烯是一種有機化合物，其分子式为C6H6，是苯的价键异构体之一，其結構可以視為是二個以單鍵相連的环丙烯單元。因著雙鍵位置的不同，联环丙烯也有三個異構物。
化學家Billups及Haley在1989年發表了三種異構物的合成方式 。